# The Young Wife
The Young Wife es una película dramática estadounidense de 2023, escrita, dirigida y producida por Tayarisha Poe. Está protagonizada por Kiersey Clemons, Leon Bridges, Kelly Marie Tran, Michaela Watkins, Aya Cash, Sandy Honig, Brandon Micheal Hall, Lukita Maxwell, Sheryl Lee Ralph y Judith Light.
Tuvo su estreno mundial en South by Southwest el 12 de marzo de 2023. Fue estrenada en Estados Unidos el 31 de mayo de 2024.

## Reparto
- Kiersey Clemons como Celestina
- Leon Bridges como River
- Kelly Marie Tran
- Michaela Watkins
- Aya Cash
- Sandy Honig
- Brandon Michael Hall
- Lukita Maxwell
- Sheryl Lee Ralph
- Judith Light como Cookie
- Connor Paolo
- Aida Osman
- Jon Rudnitsky como Dave

## Producción
En marzo de 2022, Kiersey Clemons, Leon Bridges, Kelly Marie Tran, Michaela Watkins, Aya Cash, Sandy Honig, Brandon Michael Hall, Lukita Maxwell, Sheryl Lee Ralph Judith Light, Aida Osman, Connor Paolo y Jon Rudnitsky se unieron al elenco de película, bajo la dirección de Tayarisha Poe a partir de un guion que ella misma escribió.

## Estreno
Tuvo su estreno mundial en South by Southwest el 12 de marzo de 2023. Fue estrenada en Estados Unidos el 31 de mayo de 2024.